# Casa Josep Barnolas
La Casa Josep Barnolas és una obra modernista de Barcelona inclosa a l'Inventari del Patrimoni Arquitectònic de Catalunya.

## Descripció
La Casa Josep Barnolas està ubicada a l'illa de cases del districte de Gràcia delimitada pels carrers Pau Alsina, Balcells, Ca l'Alegre de Dalt i Camèlies. En aquest últim carrer té la façana al número 40. Construïda l'any 1905 per l'arquitecte Miquel Pascual i Tintorer, es tracta d'una torreta modernista que respon als esquemes vigents a la zona des de la segona meitat del segle xix. Actualment (any 2012) es conserva englobat en un edifici construït a la primera dècada del segle xxi. Aquest ha conservat l'edifici original en un primer pla, enretirant la remunta de la línia de façana.
De planta rectangular, l'estructura en alçat d'aquesta casa presenta planta baixa, pis i terrat pla transitable. La façana de la casa, d'estil modernista, és estructurada en tres eixos verticals de ritme regular, formant una composició axial al voltant de l'accés principal.
A la planta baixa dos grans finestres balconeres flanquegen el portal d'entrada a l'interior de l'edifici. D'aquest portal cal destacar la reixa de ferro forjat amb roses metàl·liques i línies sinuoses. A la planta superior les tres obertures donen accés a un sinuós balcó corregut tancat per una barana de secció ondulada de ferro forjat.
El parament de la façana apareix cobert per un estucat de color clar, amb una ornamentació esculturada afegida que és l'element que la singularitza. Una gran faixa emmarca gairebé tot el perímetre, destacant les parts altes i els angles amb pesades línies corbes dotades de fullatge només puntualment. A partir d'aquestes línies queda configurada una figura romboïdal a l'interior de la qual apareix la data 1905. Formes corbes similars emmarquen totes les obertures i acullen sobre el portal d'accés, les figures d'un simi i un gos que sustenten un escut.

## Història
El projecte de construcció data de l'any 1904, encara que es va demanar llicència i es va construir l'any 1905. A la primera dècada del segle xxi s'ha fet una remunta de tres plantes enretirada de la línia de façana. També s'ha restaurat la façana.